# Bemposta (Abrantes)
La freguesia de Bemposta es una localidad portuguesa del municipio de Abrantes, con 187,73 km² de área y 2 252 habitantes (2001). Densidad: 12,0 hab/km².
La freguesia de Bemposta ocupa el sudoeste del municipio y tiene como vecinos los municipios de Ponte de Sor al sudeste, Chamusca al sudoeste y Constância al noroeste y las freguesias de São Miguel do Rio Torto al norte y São Facundo así como Vale de Mós al nordeste.
Es la mayor freguesia del municipio, con grandes ventajas, y casi apenas es la sexta más poblada, lo que hace de Bemposta la última (19.ª) freguesia de Abrantes en densidad demográfica.[cita requerida]
- Datos: Q816393
- Multimedia: Bemposta / Q816393